# Vailoa (Upolu)
Vailoa ist ein Ort auf der Insel Upolu in Samoa, ein Vorort der Hauptstadt Apia.

## Geographie
Vailoa liegt zentral an der Nordküste der Insel, im Westen der Hauptstadt und an der Vaiusu Bay. In der Umgebung liegen die Siedlungen Vaigaga, Vaiusu, Talimatau, Emau, Lepea und Vaitoloa.

## Kultur
Im Ort gibt es die Kirche Vailoa Methodist Church, die Vailoa EFKS Church und die EFKS/CCCS Vailoa Uta, sowie eine Church of Jesus Christ of Latter-day Saints.

## Klima
Das Klima ist tropisch heiß, wird jedoch von ständig wehenden Winden gemäßigt. Ebenso wie die anderen Orte von Samoa wird Vailoa gelegentlich von Zyklonen heimgesucht.